# Divinità lunare
In mitologia una divinità lunare è un dio o, più comunemente, una dea associati alla simbologia della luna. Queste divinità possono avere una varietà di funzioni e tradizioni a seconda della cultura di riferimento da cui scaturiscono, ma vengono spesso connesse ad un'antagonista delle divinità solari; anche quando sono correlate a queste ultime, ne rimangono nettamente distinte.

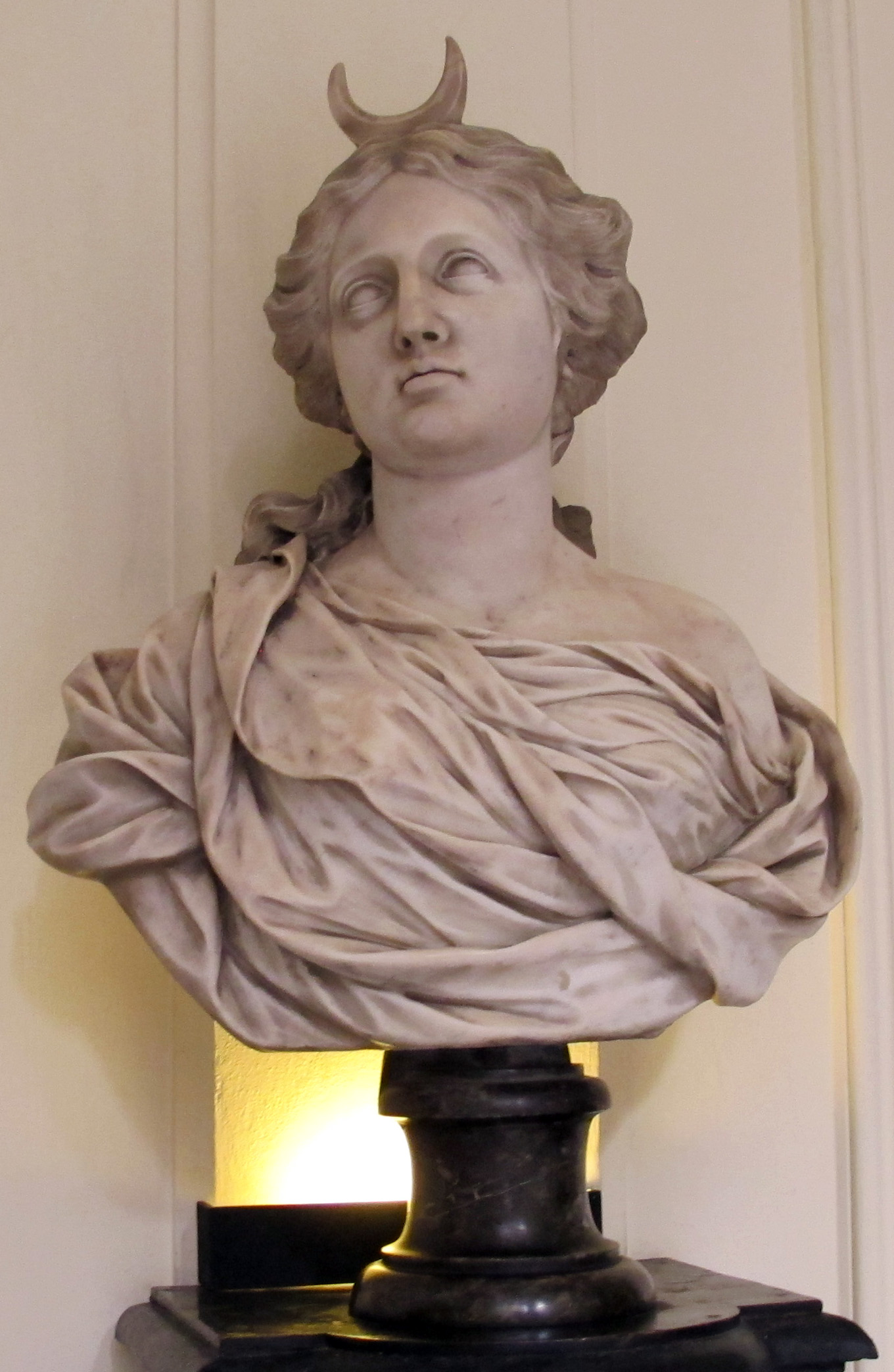
Busto di Selene, Palazzo Gerini

La divinità lunare può essere, come detto, sia maschile che femminile, ma è raffigurata solitamente essere del sesso opposto della corrispondente divinità solare.

## Ciclicità e stagionalità lunare
Il ciclo lunare, pressappoco mensile, in contrasto con quello annuale costituito dal percorso compiuto in cielo dall'astro solare, è implicitamente collegato da molteplici culture al ciclo mestruale della donna, come è ben evidenziato dal collegamento sussistente tra le parole che indicano rispettivamente le mestruazioni e la luna risultante in molte famiglie linguistiche. Una varietà di mitologie tra le più note dispongono di divinità lunari femminili, dalla greca Selene alla cinese Chang'e (Heng'e).
Sono abbastanza frequenti però anche divinità lunari maschili, dal mesopotamico Nanna al Máni degli antichi Germani nella mitologia norrena fino al giapponese Tsukuyomi; in tali culture viene contrapposta ad essi una dea solare. Si trovano frequentemente divinità lunari maschili anche nella civiltà dell'Antico Egitto; la religione egizia comprende ad esempio Khonsu il quale veniva venerato prevalentemente a Tebe: anche Thot (raffigurato in forma di Ibis) era un dio della luna, pur essendo il suo un personaggio molto più complesso del precedente.
In realtà all'interno dell'originaria religione protoindoeuropea la divinità corrispondente alla luna pare essere stata proprio un dio maschio; anche le parole indicanti la luna con un genere maschile sembrano esser state notevolmente più numerose rispetto a quelle di genere femminile. Diverse figure di dee, come Ecate o Artemide, non contemplavano in sé in principio degli aspetti lunari i quali sono stati acquisiti solamente a partire dalla tarda antichità, a causa di una vasta opera di sincretismo con Selene, di fatto la dea-luna del mondo greco-latino.
Nelle tradizioni con divinità maschili lunari non vi sono invece prove di un tale sincretismo, tranne forse per l'eccezione rappresentata da Ermete, in cui tra gli antichi Greci e gli antichi romani è avvenuta l'identificazione con l'Egizio Thot. Residui di una certa forma di divinità lunare maschile nella Grecia arcaica sono stati anche veduti nella figura mitica di Menelao, uno tra i re degli Achei. Rilevante è anche il fatto che molte religioni e società antiche siano orientate cronologicamente dalla luna veduta temporalmente in antitesi al sole, soprattutto attraverso il calendario lunare. Un esempio comune si trova ancor oggi nell'Induismo, in cui la parola Chandra significa propriamente la luna e il dio che la rappresenta, mantenendo inoltre un intenso significato religioso per molti festival indù che si ripetono stagionalmente, come il Karwa Chauth, o in periodi determinati come i giorni di Sankashti Chaturthi e durante le eclissi.
La luna viene poi adorata durante i riti di stregoneria e questo si è verificato sia durante il Medioevo che in epoca moderna con la Wicca, nel culto della Donna del gioco (o "Madonna d'Oriente"). Inoltre vari autori del neopaganesimo e studiosi del femminismo sostengono che durante l'epoca preistorica in cui vigeva il Matriarcato vi sia stata un'originaria grande dea legata alla luna; questa avrebbe costituito la base di una tal correlazione per tutte le religioni successive: il concetto rimane però altamente speculativo e non ancora sufficientemente provato. Si può invece notare che la maggior parte delle civiltà più arcaiche avevano divinità lunari maschili e che soltanto più tardi, con la cultura classica, si è avuta una più forte caratterizzazione di dee lunari.
La luna ha infine un posto di rilievo nell'arte e in letteratura, ed ha anche una presunta influenza (secondo l'interpretazione datane dall'astrologia), nelle vicende umane.

### Rapporti con la divinità solare
Un tema comune nelle varie mitologie mondiali è il matrimonio o connubio divino tra i due aspetti, lunare/notturno e solare/diurno. A volte viene assegnato loro un tipo di relazione padre-figlio (come accade tra Nanna della mitologia babilonese e Šamaš), altre volte vengono presentati come una coppia sposata in un "matrimonio celeste" (ierogamia) o come fratello e sorella (nel caso di Apollo e Artemide della religione greca). Più raramente accade che un'unica divinità assuma la personificazione di entrambi.

## Mitologie

### Asiatiche
- Ay Ata - mitologia turca
- Chup Kamui - tra gli Ainu
- Dae-Soon - mitologia coreana
- Mayari o Bulan - mitologia filippina
- Neang Vimean Chan - mitologia cambogiana
- Ratih e Silewe Nazarate - mitologia indonesiana

### Arabe
- Wadd

### Azteche

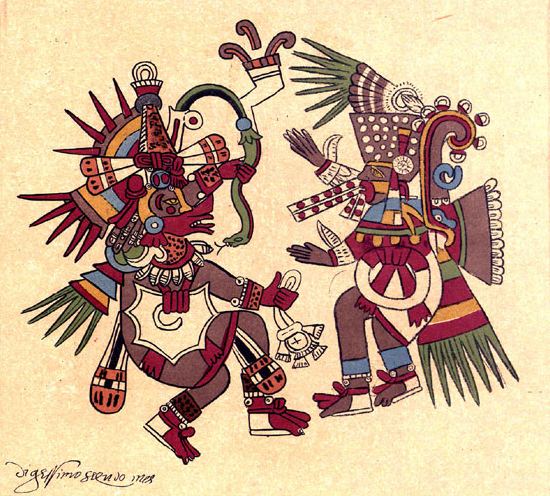
Raffigurazione di Tecciztecatl.

Nella mitologia azteca Tecciztecatl era inizialmente il dio destinato a diventare sole. Però, per divenire sole, bisognava saltare nel fuoco e sacrificarsi. Tecciztecatl, temendo il fuoco, non saltò. Allora fu Nanauatzin a sacrificarsi. L'orgoglio ferito di Tecciztecatl lo convinse a sacrificarsi; sorsero due soli! Un dio tirò un coniglio addosso a Tecciztecatl facendolo diventare la luna.
- Coyolxauhqui è la dea della luna
- Metztli è una divinità della luna, della notte e dei contadini
- Tonantzin

### Babilonesi
- Nanna

### Cananee
- Yarikh: dio della Luna e marito della dea Nikkal.
- Agli-Bol, dio del Sole e della Luna
- Tanit: Grande dea della luna, della maternità, della magia. Appare come una donna velata e avvolta da piume di colomba. Le colombe le erano gradite e sacre. Consorte di Baal Hammon. I suoi simboli sono una staffa sormontata da un disco e un triangolo con un cerchio al suo apice.
- Terah: dio della luna calante e dei segreti. Consorte di Amat-Asherat, padre di Siba'ni.

### Cinesi

La dea Bastet.

- Chang'e, Han Ying, Jie Lin e Su'e

### Egizie
Nella religione dell'antico Egitto le divinità lunari sono numerose, tra queste si ricordano Thot, Khonsu e Bastet. Le divinità lunari egizie portavano un "disco lunare" sulla testa. Il disco lunare è sempre sostenuto su due corna dorate o nere.
- Iah è il nome egizio attribuito alla luna

Il dio lunare Khonsu chiamato anche Khons con il disco lunare.

### Etrusche
- Artume, dea della luna e della notte
- Losna, associata anche con il mare e le maree

### Giapponesi
- Tsukuyomi - è il dio della luna nello Scintoismo

### Greche
La luna nella popolazione Greca veniva personificata da più Divinità a seconda della fase lunare. 
- Artemide (Dea della luna crescente)
- Selene (Dea della luna piena)
- Ecate (Dea della luna calante)
- Pandia (Dea del plenilunio)
- Febe (Titanide della luna)
- Perseide (Ninfa della luna)

### Inca
- Coniraya
- Ka-Ata-Killa
- Mama Quilla

### Indiane
- Anumati e Chandra

### Inuit
- Anningan

### Ittite
- Kaskuh e Kusuh

### Mapuche
- Kueyen

### Maya
Secondo un mito maya c'era un eroe. I suoi fratelli gelosi divennero animali, l'eroe il sole e sua madre la luna.

### Mediorientali
- Agli-Bol
- Ma (divinità)
- Men (divinità) - custode dei mesi, è il misuratore dell'astro notturno

### Norrene
- Máni - è il dio del carro che trasporta la luna

### Romane
- Diana
- Luna
- Bellona (divinità lunare)

### Zingare
Secondo gli zingari Dundra è il dio della luna.